# Dipping
Dipping ist ein Muster im 24-Stunden-Verlauf menschlicher Blutdruckwerte, das einen Blutdruckabfall um mindestens 10 % in der Nacht aufweist. Ein fehlendes Dipping (Non-Dipping) ist bei Personen mit Bluthochdruck mit gesundheitlichen Risiken korreliert.

## Begriff
Durch die Verfügbarkeit von 24-stündigen Langzeitmessungen des Blutdrucks können Muster im Verlauf von Blutdruckwerten leicht erkannt und analysiert werden. Es zeigt sich in der Regel ein dem Tagesverlauf folgendes Muster, das durch einen Blutdruckabfall um 10–20 % von der Tages- zur Nachtzeit gekennzeichnet ist. Dieser Abfall ist das Dipping. Personen, die ein Dipping zeigen, werden als Dippers bezeichnet. Personen ohne deutlichen nächtlichen Blutdruckabfall sind "Non-Dippers". Einstufungen als Non-Dippers erfolgen sowohl auf Grundlage eines Abfalls des systolischen, des diastolischen oder auch beider Blutdruck-Messwerte.

## Mögliche Ursachen von Non-Dipping
Eine systematische Übersichtsstudie fand im Jahr 2007 eine Reihe von Faktoren, die mit Non-Dipping assoziiert sind. Dazu gehören u. a. fortgeschrittenes Alter, afro-amerikanische Ethnizität, weibliches Geschlecht, Postmenopause, Natrium-Sensitivität, Schlafapnoe, Wut, Feindseligkeit, Depression und Stress.

## Gesundheitsrisiken bei Non-Dipping
Eine weitere Übersichtsarbeit fand ebenfalls 2007, dass es Gründe zur Annahme gibt, Non-Dipping sei bei Personen mit essentiellem Bluthochdruck mit gesundheitlichen Risiken verbunden. Insbesondere sei das Risiko einiger (Herz-)Erkrankungen und die Sterblichkeit erhöht (cardiac and extracardiac morbidity and mortality). Non-Dippers mit essentiellem Bluthochdruck neigen u. a. zu linksventrikulärer Hypertrophie, einer verdickten Wand der Halsschlagader, zur Ausbildung arterosklerotischer Plaques in der Halsschlagader, zu unbemerktem Hirninfarkt, Schlaganfall, kognitiven Störungen und Mikroalbuminurie.